# Passionate Kisses
Passionate Kisses è un brano musicale scritto ed interpretato da Lucinda Williams, pubblicato come singolo nel 1989 ed estratto dal suo terzo album in studio Lucinda Williams (1988).

## Tracce
- CD

1. Passionate Kisses – 2:35
2. Nothing In Rambling – 4:45
3. Disgusted – 3:09
4. Goin' Back Home – 3:22
5. Side Of The Road – 3:27

## Cover
Nel 1992 il brano è stato inciso come cover da Mary Chapin Carpenter ed incluso nel suo quarto album in studio Come On Come On, pubblicato poi come singolo nel 1993.

### Tracce
- CD

1. Passionate Kisses – 3:23
2. Downtown Train – 4:11
3. The Bug – 3:48
4. Quittin' Time – 3:52

### Premi
- Grammy Award
  - 1994: "Best Country Song" (Lucinda Williams - autrice), "Best Female Country Vocal Performance" (Mary Chapin Carpenter)